# دوبريانكا (روزاجي)
دوبريانكا (Добрянка) هي مدينة في مقاطعة روزاجي في أوكرانيا.
يبلغ عدد سكانها حوالي 3087   نسمة.